# Vincent Glowinski

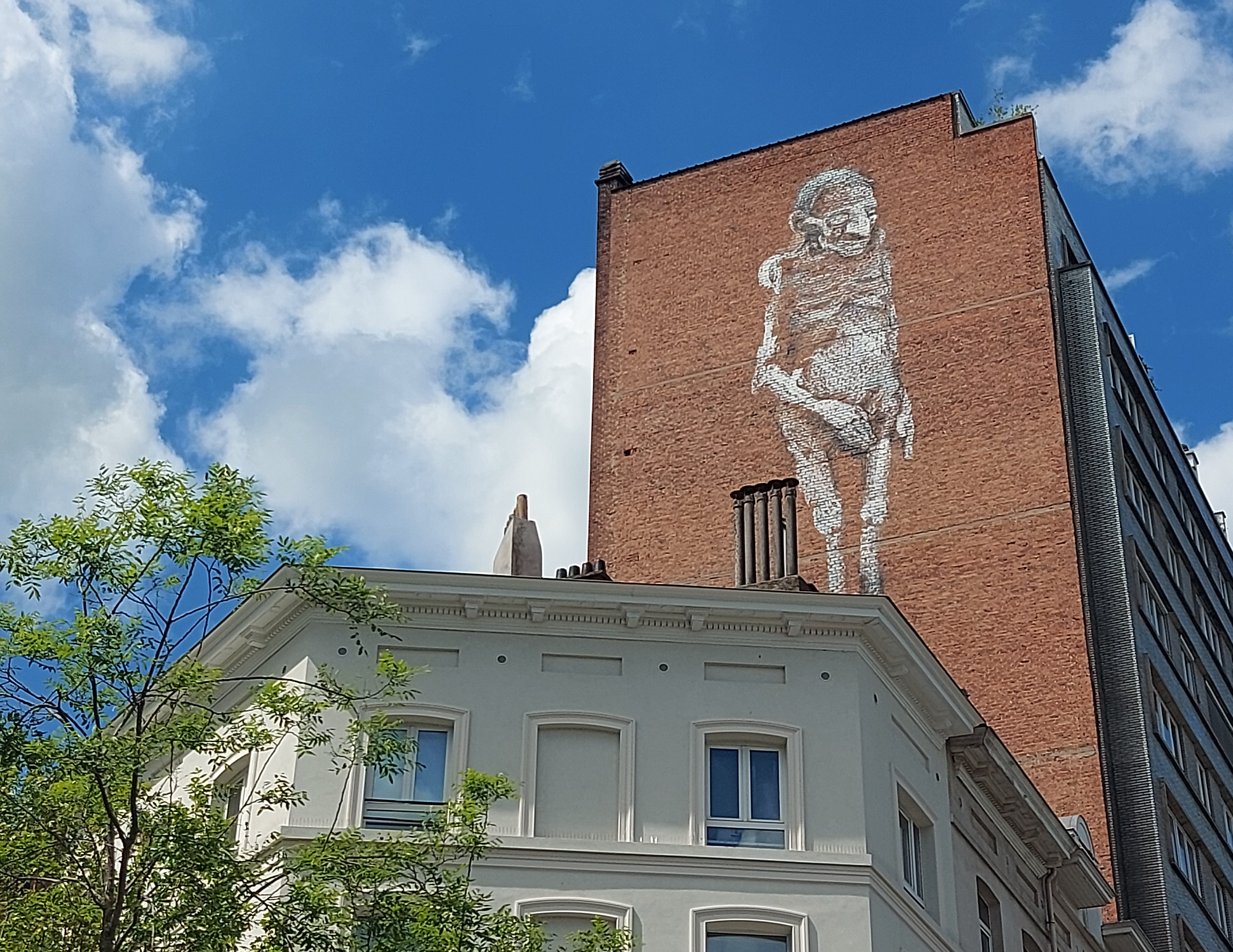
Muurschildering van Vincent Glowinski aan de Hallepoort in Sint-Gillis

Vincent Glowinski (Parijs, 10 augustus 1986) is een straatkunstenaar die vooral actief is in Brussel en Parijs. Hij signeerde zijn werk doorgaans onder het pseudoniem Bonom, maar sinds zijn identiteit gekend is, gebruikt hij dit pseudoniem niet meer. In tegenstelling tot vele andere straatkunstenaars drukt Glowinski geen politiek statement uit met zijn werk. Het is hem vooral om het "spel" te doen.

## Werk
Glowinski zijn werk bevat een soort van macabere esthetiek; onderwerpen die vaak terugkeren zijn reusachtige, monstrueuze of mythische dieren, skeletten of zelfs foetussen. Deze figuren zijn een rechtstreeks gevolg van zijn opleiding. Hij studeerde een jaar lang anatomie en morfologie aan de École nationale supérieure des beaux-arts in Parijs. Vervolgens studeerde hij nog eens drie jaar aan de École nationale supérieure des arts visuels de La Cambre. Door de tekenlessen die hij volgde, was hij regelmatig terug te vinden in natuurhistorische musea waar hij de lichaamsbouw en de bewegingen van de dieren tot in de details bestudeerde en schetste.
Na zijn opleiding startte Glowinski zijn carrière als straatkunstenaar, maar sinds hij ontmaskerd werd, ging hij verder onder zijn eigennaam. Bonom liep in 2010 tegen de lamp toen hij op straat herkend werd door een politieagent. Als straf moest hij vrijwilligerswerk doen voor de dienst Netheid van de stad. Nadat Glowinski zijn identiteit bekend was, ging hij samen met Jean-François Roversi aan de slag voor een nieuw project genaamd Human Brush: een performance waarbij de kunstenaar met zijn lichaam op een scherm tekent, aan de hand van een installatie die zijn bewegingen registreert in realtime.
Zijn muurschilderingen zijn vaak expliciet en erotisch getint. Zo was er bijvoorbeeld de penismuur in Sint-Gillis of een masturberende vrouw op een gevel in de chique Louizalaan. Vaak ontkent Glowinski dat de werken van hem zijn, maar volgens kenners zoals Björn Van Poucke, curator van het Oostendse streetartfestival The Crystal Ship, zijn de muurschilderingen wel degelijk van Glowinski gezien de stijl en de locatie van het werk.